# Mokoman 120 päivää
Mokoman 120 päivää – drugi album studyjny thrash metalowego zespołu Mokoma wydany 27 sierpnia 2001 roku.

## Lista utworów
1. „Koiruoho” – 3:58
2. „Rajapyykki” – 4:15
3. „Pois Se Minusta” – 3:20
4. „Teon Teoriaa” – 4:10
5. „Seitsemän Sinetin Takana” – 3:03
6. „Lihaa/terästä” – 5:05
7. „Voimahuone” – 3:35
8. „Ranka” – 3:47
9. „Onnenonkija” – 3:07
10. „Pimeyden Liitto” – 6:56
11. „Reitti” – 3:42
12. „Turhaan Tänne Tulleet” – 3:33
13. „Seitsemäs kahdestatoista” – 3:02

## Twórcy
- Kuisma Aalto – gitara, wokal wspierający
- Marko Annala – wokal
- Janne Hyrkäs – perkusja
- Heikki Kärkkäinen – gitara basowa
- Tuomo Saikkonen – gitara, wokal wspierający
- Henri Kuittinen – instrumenty klawiszowe (gościnnie)
- Gabi Hakanen – produkcja, inżynieria dźwięku, miksowanie

## Single
- Seitsemän sinetin takana (2001)
- Rajapyykki (2001)